# 二硫化锰
二硫化锰是一种无机化合物，化学式为MnS2，其结构可以表示为Mn2+S22−。它存在于天然的矿石中，也能通过化学反应得到。

## 结构
二硫化锰具有由{\displaystyle {\rm {Mn^{2+}}}}和{\displaystyle {\rm {S_{2}^{2-}}}}构成的黄铁矿结构，每个{\displaystyle {\rm {Mn^{2+}}}}离子都是八面体配位的。

## 化学性质
二硫化锰受热会分解：
MnS2 → MnS + S
二硫化锰在酸中也会分解。